# Kronios
Kronios war ein griechischer Philosoph (Platoniker). Er lebte um die Mitte des 2. Jahrhunderts.

## Leben
Über Kronios’ Herkunft ist nichts bekannt. Er wird in den Quellen teils als Platoniker, teils als Pythagoreer bezeichnet. Offenbar gehörte er wie der einflussreiche Philosoph Numenios, dessen Freund er war, der Richtung des Mittelplatonismus an und war vom Neupythagoreismus beeinflusst. Möglicherweise ist er mit dem Kronios identisch, dem Lukian sein im Jahr 165 in griechischer Sprache verfasstes Werk „Der Tod des Peregrinos“ (De morte Peregrini) widmete; dafür spricht die einleitende Grußformel, die Lukian selbst an anderer Stelle als platonisch bezeichnet.

## Werke und Lehre
Die Werke des Kronios sind verloren. Nur von einem von ihnen, „Über die Wiedergeburt“ (Peri palingenesías), ist der Titel bekannt, da Nemesios von Emesa ihn nennt. Nemesios berichtet, Kronios habe sich dort zu der oft erörterten Frage geäußert, ob Einkörperungen menschlicher Seelen in Tierleiber möglich sind, das heißt, ob zwischen tierischen und menschlichen Seelen ein fundamentaler Unterschied besteht. Welche Meinung Kronios hierzu vertrat, ist in der Forschung umstritten. Wie Numenios war Kronios der Überzeugung, dass jede Einkörperung der Seele ein Übel ist. Die Ursache des Bösen sah er – auch in diesem Punkt die Ansicht des Numenios teilend – nicht in einer eigenen Unzulänglichkeit der Seele, sondern in der Materie; von dort, also von außen, gelangt das Böse in die Seele.
Kronios wandte sich gegen die stoische Lehre von einer durch Feuer herbeigeführten Zerstörung des Kosmos. Dabei argumentierte er, das Feuer sei nicht in der Lage, alle anderen Arten von Materie zu zerstören, und es werde von ihm entgegenwirkenden Kräften in Schach gehalten. Er hielt die Welt für ewig und deutete – wie zahlreiche andere Platoniker – den Weltschöpfungsbericht in Platons Dialog Timaios nicht im Sinne eines zeitlichen Weltanfangs, sondern als Umschreibung für eine ewige Kausalitätsbeziehung zwischen dem Schöpfer (Demiurgen) und der Schöpfung.
Zu den Werken Platons, die Kronios zumindest teilweise kommentierte, gehört der Dialog Politeia. Außerdem widmete er sich auch der Kommentierung Homers. Er zeigte eine Vorliebe für die allegorische Interpretation.

## Nachwirkung
Kronios war einer der Philosophen, deren Werke im 3. Jahrhundert in der neuplatonischen Schule Plotins in Rom zum Unterrichtsstoff gehörten. Auch der Kirchenvater Origenes setzte sich damit auseinander. Plotins Schüler Porphyrios kritisierte Kronios’ Homerauslegung, die er für willkürlich hielt; er meinte, Kronios unterstelle dem Dichter seine eigene Auffassung.
Noch in der Spätantike betrachteten die Neuplatoniker Kronios als Autorität; Syrianos zählte ihn zu den bedeutendsten Platonikern und Proklos nahm auf seine Ansichten Bezug.